# Castel Bragher
Castel Bragher è un castello medioevale che si trova nel comune di Predaia in provincia di Trento. È situato lungo la strada che da Coredo porta a Taio.

## Storia

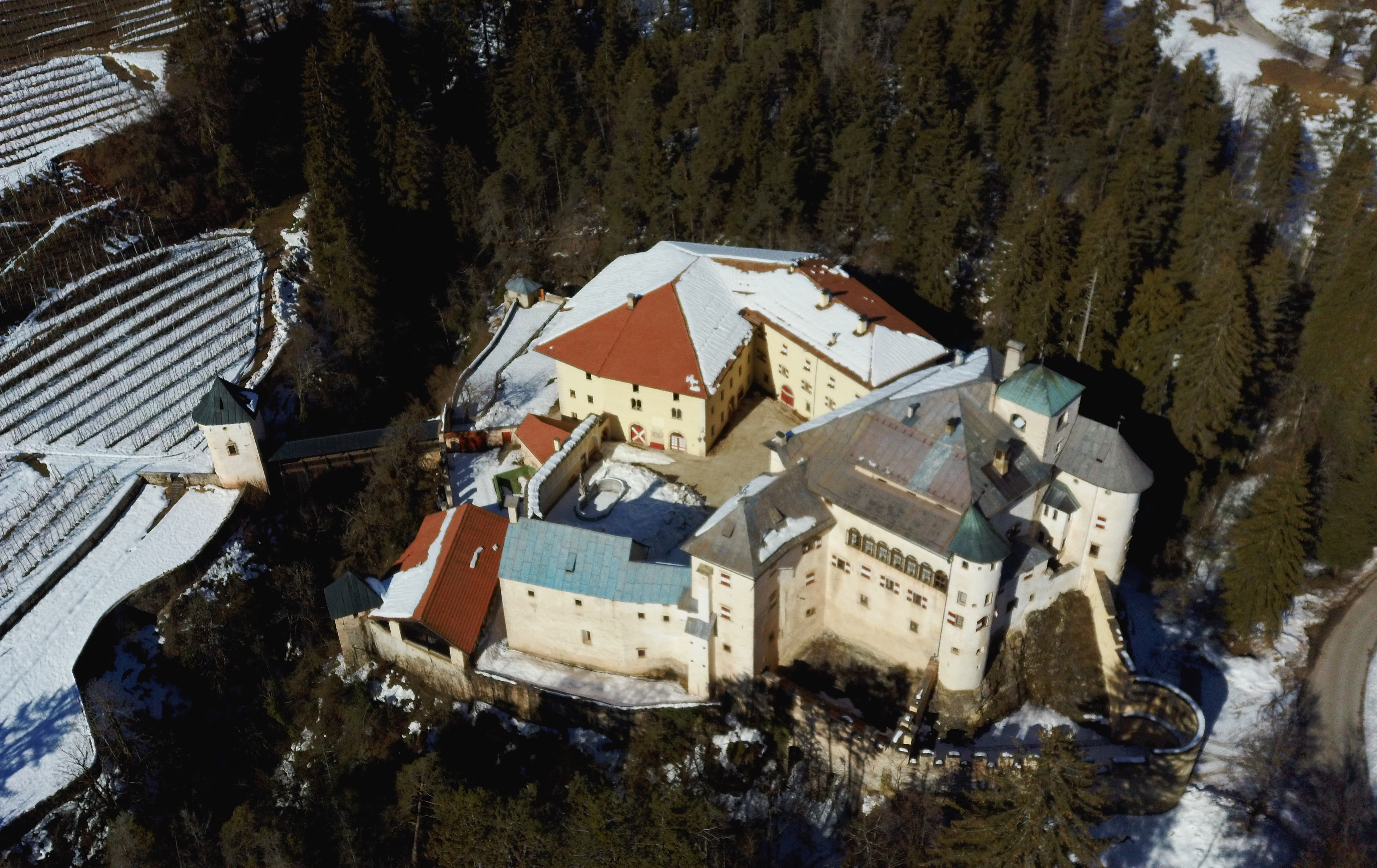
Vista aerea del castello

Il nome del castello è dovuto ai suoi primi possessori, i Bragherio o Bracherio di Coredo (già possessori di castel Coredo) che lo ricevettero in feudo nel 1270. Inizialmente era composto solamente da una torre di avvistamento difesa da burroni su tre lati. Col passare del tempo fu ampliato con l'aggiunta di edifici residenziali e altre torri, fino a occupare interamente la collina sulla quale sorgeva l'antico mastio.
Nel XIV secolo divenne di proprietà dei Thun che vi fece costruire la cappella di san Celestino contenente un ciclo di affreschi sulla passione di Cristo attribuito a Jacopo Sunter.
Dopo più di 600 anni il castello è ancora oggi proprietà della famiglia Thun e non è visitabile.